# Outta Control
"Outta Control" is de zevende track van The Massacre, het tweede studioalbum van Amerikaanse rapper 50 Cent. De track is geproduceerd door Dr. Dre en zijn co-producer Mike Elizondo. Op 6 september 2005 kwam de Outta Control (Remix) uit, met een andere beat en tekst en de coupletten van Mobb Deep, en deze werd als vierde single van The Massacre uitgebracht. Veel downloaders downloadden de originele versie in plaats van de remix, denkend dat de nummers ongeveer vergelijkbaar waren, zoals meestal het geval is bij remixes. Daardoor bereikte "Outta Control" (de originele versie) de 92e positie van de Billboard Hot 100. De remix scoorde uiteraard beter en haalde de 6e positie.

## Charts
| Chart                | Hoogste positie |
| -------------------- | --------------- |
| VS Billboard Hot 100 | 92              |